# 床一
床一（とこいち、1947年8月13日 - 2014年7月26日）は、大相撲の元床山。本名は菅野一雄。山形県出身。伊勢ノ海部屋に所属していた。最高位は特等床山。

## 履歴
- 1963年7月場所 - 採用。
- 1999年以前 - 一等床山。
- 2009年1月場所 - 特等床山に昇進。
- 2012年7月場所 - 停年退職。
- 2014年7月26日 - 肺癌により死去[1]。

## その他
- 入門数年より横綱柏戸の大銀杏を担当していた床山が亡くなったため柏戸の大銀杏を担当していた。
- 糖尿病であった柏戸に、海外巡業の際はインシュリンの注射も担当していた。